# 模特儿 (修拉)

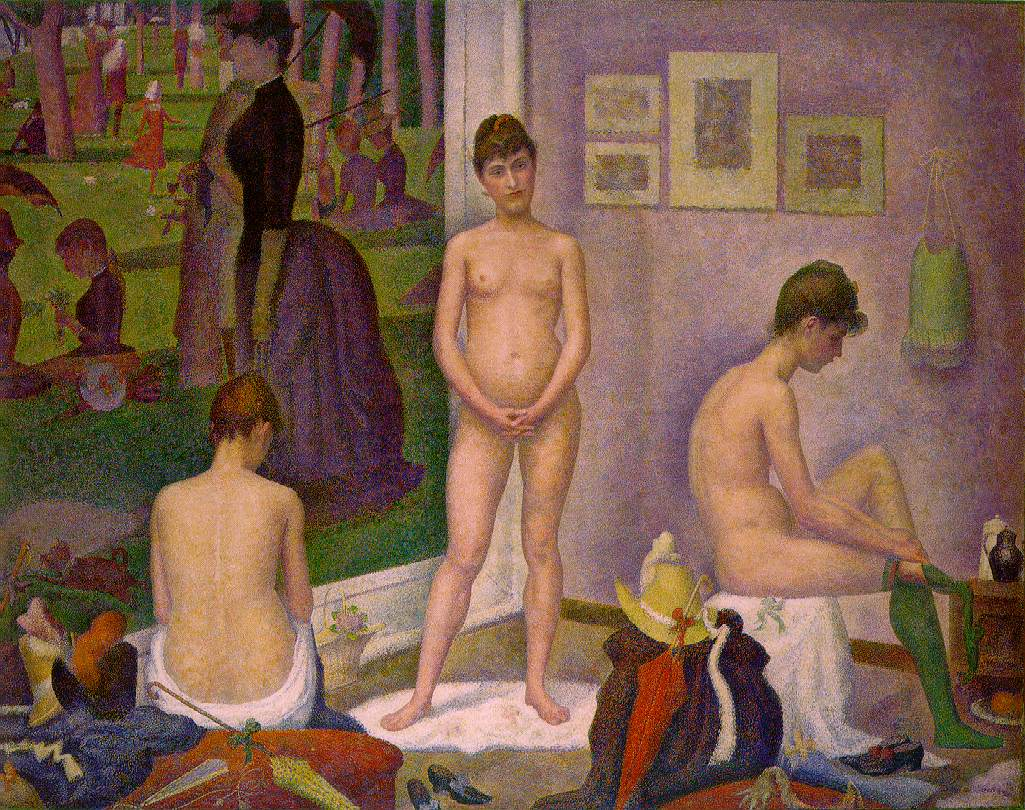

《模特儿》（Les Poseuses）是法国画家乔治·修拉的一幅画作，绘于1886-1888年，画幅为207.6厘米乘308厘米，是点彩画派的著名作品，1888年春在独立沙龙展出，现藏于美国费城巴恩斯基金会。
这幅画为修拉六幅主要作品中的第三幅，是对批评人士的回应，他们认为修拉的技巧冷酷而低劣，无法代表生活。 这作为回应，艺术家以三种不同的姿势描绘同一个裸体模特。左侧背景是修拉1884-1886年的画作《大碗岛的星期天下午》。

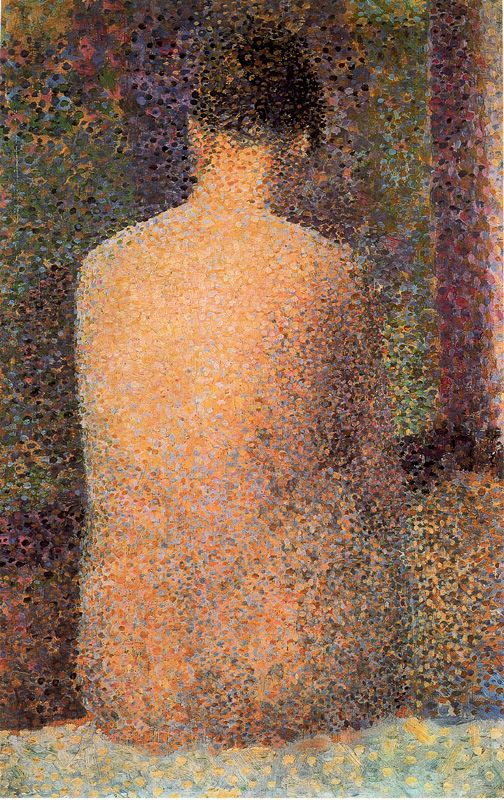
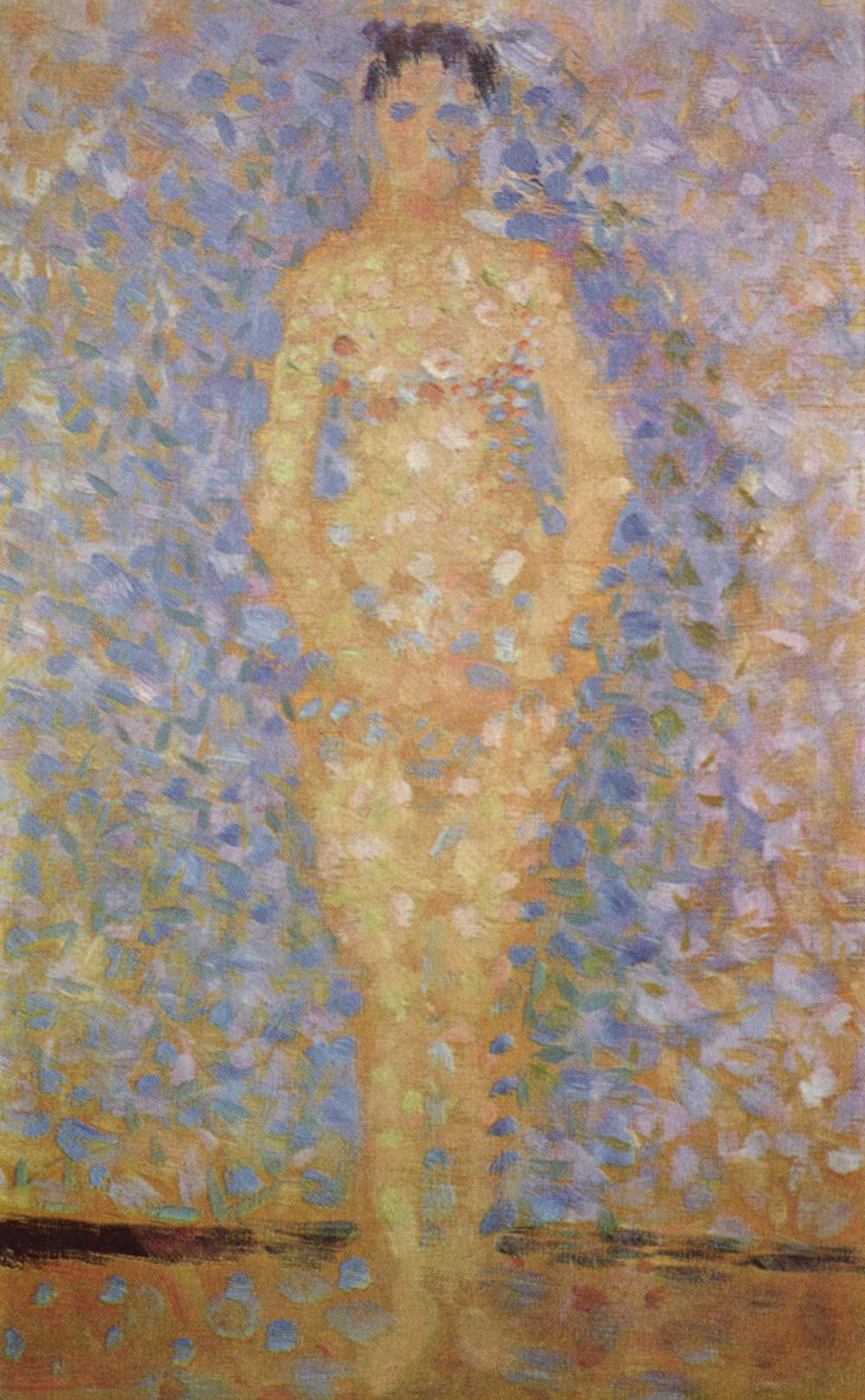
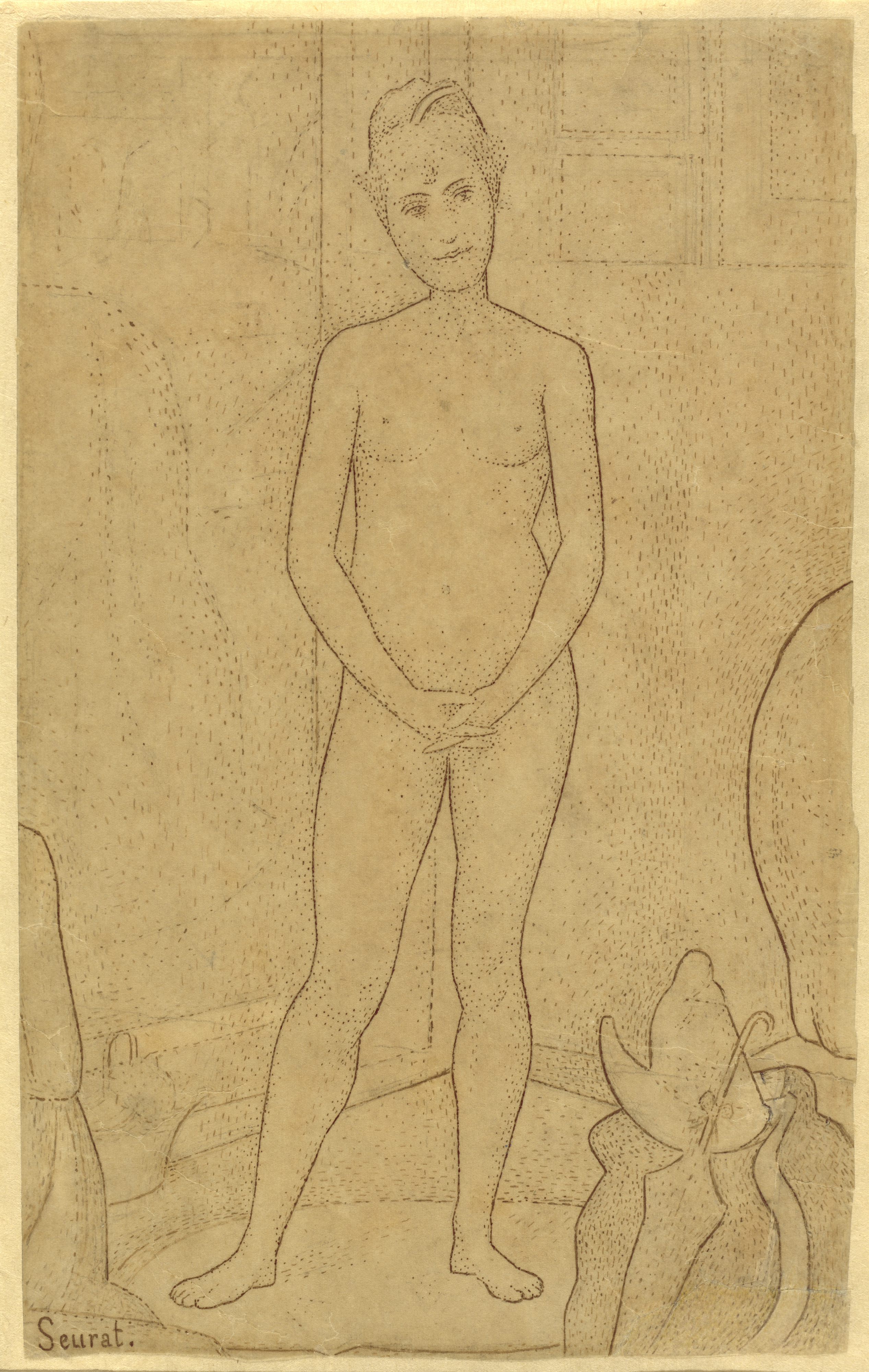
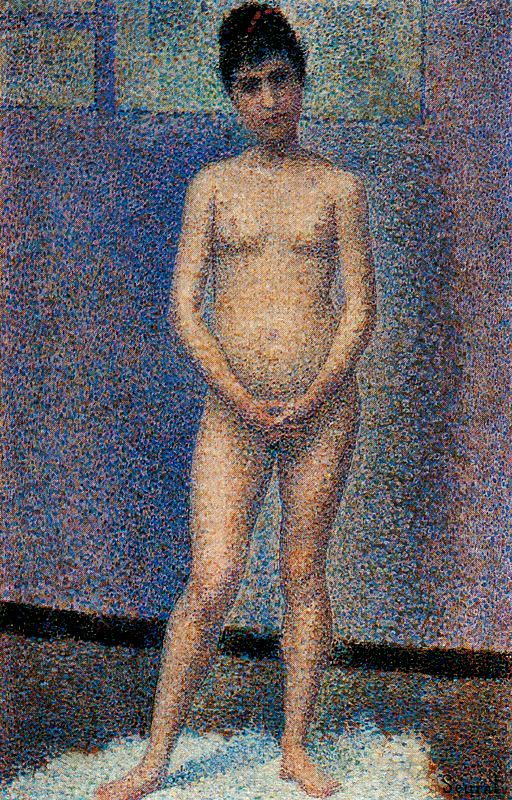
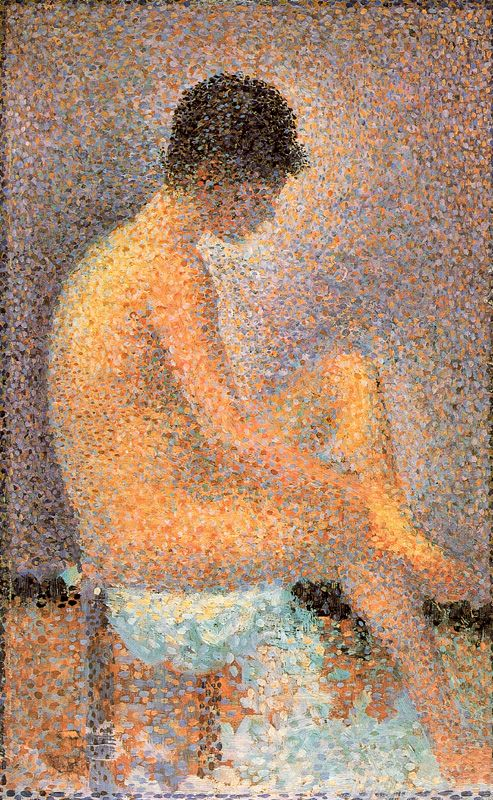